# Manuel Melado
Manuel Melado Prado (Sevilla, 1940), es un poeta, letrista, escritor y periodista español. La profesión principal que ha desarrollado a lo largo de su vida, es sin embargo la de peluquero.

## Obra
Como letrista, ha cultivado el género de las sevillanas, algunas de sus composiciones más conocidas son: Mírala cara a cara del grupo Requiebros, Quiero cruzar la bahía, Que no nos falte de ná y A bailar, interpretada por Cantores de Híspalis. Sus letras han sido cantadas por artistas como Azúcar Moreno, María Vidal, Ana Reverte, María del Monte, Turronero, Romeros de la Puebla y Amigos de Gines.
Entre sus obras en prosa destacan: Si me río se me caen los empastes, Entre la nostalgia y la sonrisa, El barbero de Sevilla, en el que relata diferentes anécdotas sucedidas a personajes de Sevilla como Rafael El Gallo y Paco Gandía, No me río que me asfixio, Ríete del mundo, 123 motivos para no viajar a Sevilla y Mi amor en casa (novela).
Dentro de su obra poética, se pueden reseñar varios libros, como: Romancero personal, De la sangre a la sonrisa, Cuatro estaciones de amor para una primavera perdida y Me mató una soleá, en el que recoge diferentes letras para ser cantadas por este palo flamenco.

## Speaker en el Real Betis
También es conocido por haber sido el speaker del Real Betis Balompié hasta la temporada 2011/2012. Su peculiar forma de enunciar las alineaciones dejó frases para el recuerdo, tales como su introducción "Béticos del Universo", así como otras para los jugadores que todavía no se olvidan, entre las que destacan "Con el número 4, es seguro y exquisito... ¡Juanito!"; "Con el 16, por la banda aires de samba... ¡Denilson!"; "Con el 17, la finta y el sprint... ¡Joaquín!"; "Con el 20, el portero esta asustao, tira la falta... ¡Assunçao!"; y otras de sus inicios como "Matemático Alexis", "Pepinazo Jarni", "Filigrana Alfonso", "Cerrojo Prats" o "Finidi, la sombra juguetona".